# Liste des orgues de l'Ain
Cette page dresse la liste non exhaustive des principaux orgues de l'Ain.

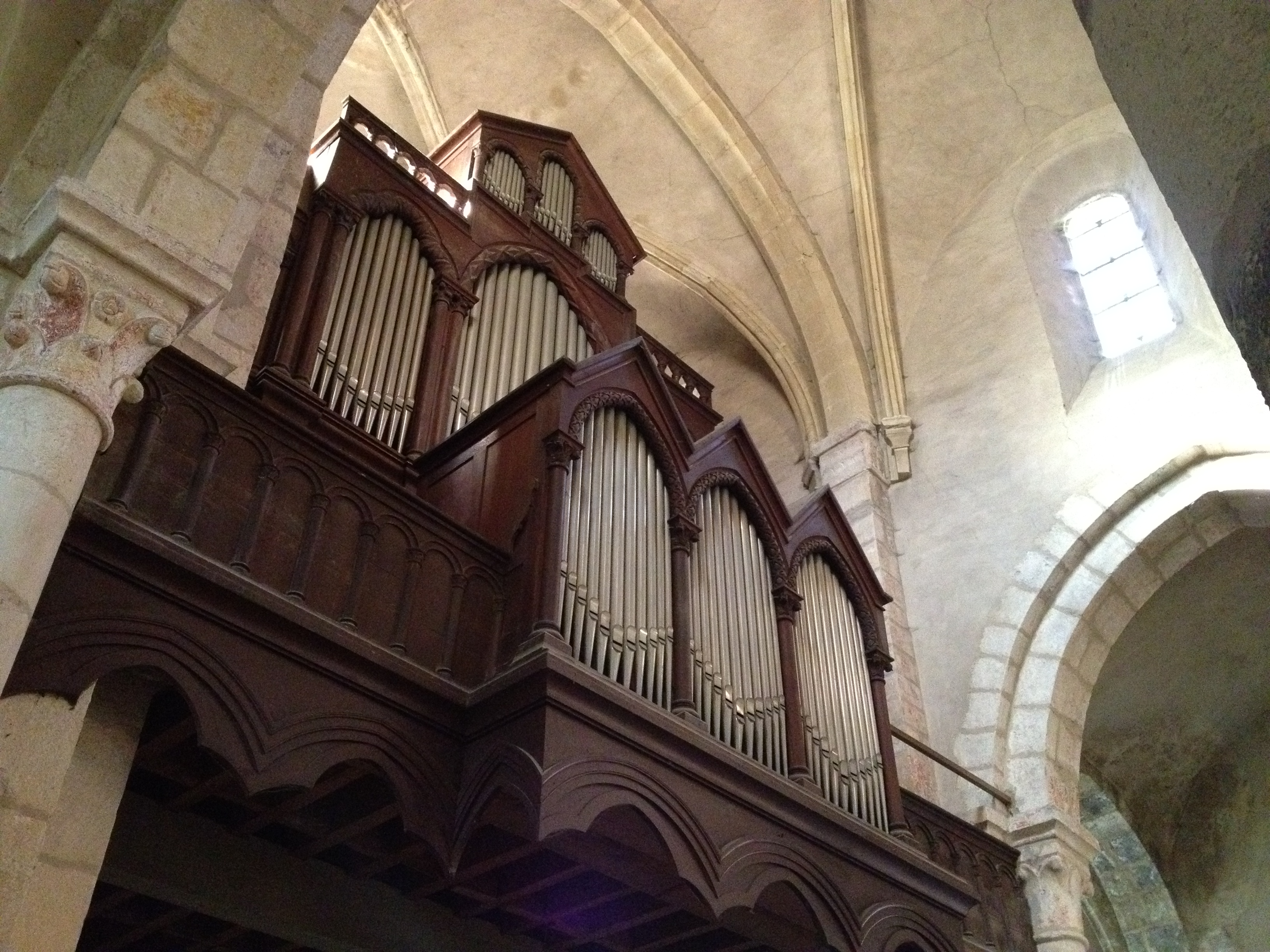
Orgue de l’Abbatiale Saint-Michel de Nantua (Ain)

## Nomenclature
| Localisation             | Localisation                                                  | Orgues                                | Orgues                 | Orgues |
| Ville                    | Édifice                                                       | I                                     | II                     | III    |
| Ambérieux-en-Dombes      | Église Saint-Maurice                                          | Lancia & Valentin (1976)              |                        |        |
| Ars-sur-Formans          | Église Saint-Jean-Marie-Vianney                               | Charles Michel-Merklin (1901),        |                        |        |
| Belley                   | Cathédrale Saint-Jean de Belley                               | Aristide Cavaillé-Coll (1860),        | Louis Debierre (1875)  |        |
| Belley                   | chapelle de l'institution Lamartine                           | Cavaillé Coll - Mutin (1903)          |                        |        |
| Bourg-en-Bresse          | Co-cathédrale Notre-Dame de l'Annonciation de Bourg-en-Bresse | Claude-Ignace Callinet (1835),        | Théodore Kühn (1906)   |        |
| Bourg-en-Bresse          | Église du Sacré-Cœur                                          | Manufacture d'Orgue Bressane (1983)   |                        |        |
| Châtillon-sur-Chalaronne | Église Saint-André-et-Saint-Vincent-de-Paul                   | Didier-Marie Chanon (1996)            | Facteur inconnu (1860) |        |
| Coligny                  | Église paroissiale                                            | Michel Jouve (1973)                   |                        |        |
| Divonne-les-Bains        | Église paroissiale                                            | Roger Lambert (1979)                  |                        |        |
| Ferney-Voltaire          | Temple protestant                                             | Nicolas Martel (2002),                |                        |        |
| Gex                      | Église paroissiale                                            | Merklin-Schütze (1860)                |                        |        |
| Jassans-Riottier         | Église Notre-Dame-de-l'Assomption                             | Merklin-Schütze (1864)                |                        |        |
| Marlieux                 | Abbaye Notre-Dame-des-Dombes                                  | Auguste Convers (1930)                |                        |        |
| Montluel                 | Église Notre-Dame-des-Marais                                  | Pierre Saby (1996)                    |                        |        |
| Nantua                   | Église Saint-Michel                                           | Nicolas-Antoine Lété (1848)           |                        |        |
| Oyonnax                  | Église Saint-Léger                                            | Edouard Ruche (1947)                  |                        |        |
| Péronnas                 | Chapelle de l'Orphelinat Notre-Dame-de-Seillon                | Michel-Merklin & Kühn (1920)          |                        |        |
| Pont-de-Vaux             | Église paroissiale                                            | Pierre Saby (1971)                    |                        |        |
| Saint-Denis-les-Bourg    | Église paroissiale                                            | Jacquot-Lavergne (1930)               |                        |        |
| Saint-Laurent-sur-Saône  | Église paroissiale                                            | Claude-Ignace Callinet (1856)         |                        |        |
| Saint-Maurice-de-Rémens  | Eglise paroissiale                                            | Pierre Martellin                      |                        |        |
| Saint-Rambert-en-Bugey   | Église paroissiale                                            | Louis-François Debierre (ca.fin XIXe) |                        |        |
| Tenay                    | Église paroissiale                                            | Michel-Merklin & Kühn (1945)          |                        |        |
| Trévoux                  | Église Saint-Symphorien                                       | Claude-Ignace Callinet (1845)         |                        |        |
| Viriat                   | Église paroissiale                                            | Michel-Merklin & Kühn (1963)          |                        |        |
| Vonnas                   | Église paroissiale                                            | Michel-Merklin & Kühn (1949)          |                        |        |